# Stadion Żelezarnica
Stadion Żelezarnica (dawniej Stadion Avtokomanda) – stadion piłkarski w Skopju, stolicy Macedonii Północnej. Może pomieścić 4000 widzów. Swoje spotkania rozgrywają na nim drużyny Metałurg Skopje oraz FK Skopje. Obiekt był jedną z aren kobiecych Mistrzostw Europy U-19 w 2010 roku. Rozegrano na nim trzy mecze fazy grupowej turnieju.